# Szczekaczka (megafon uliczny)

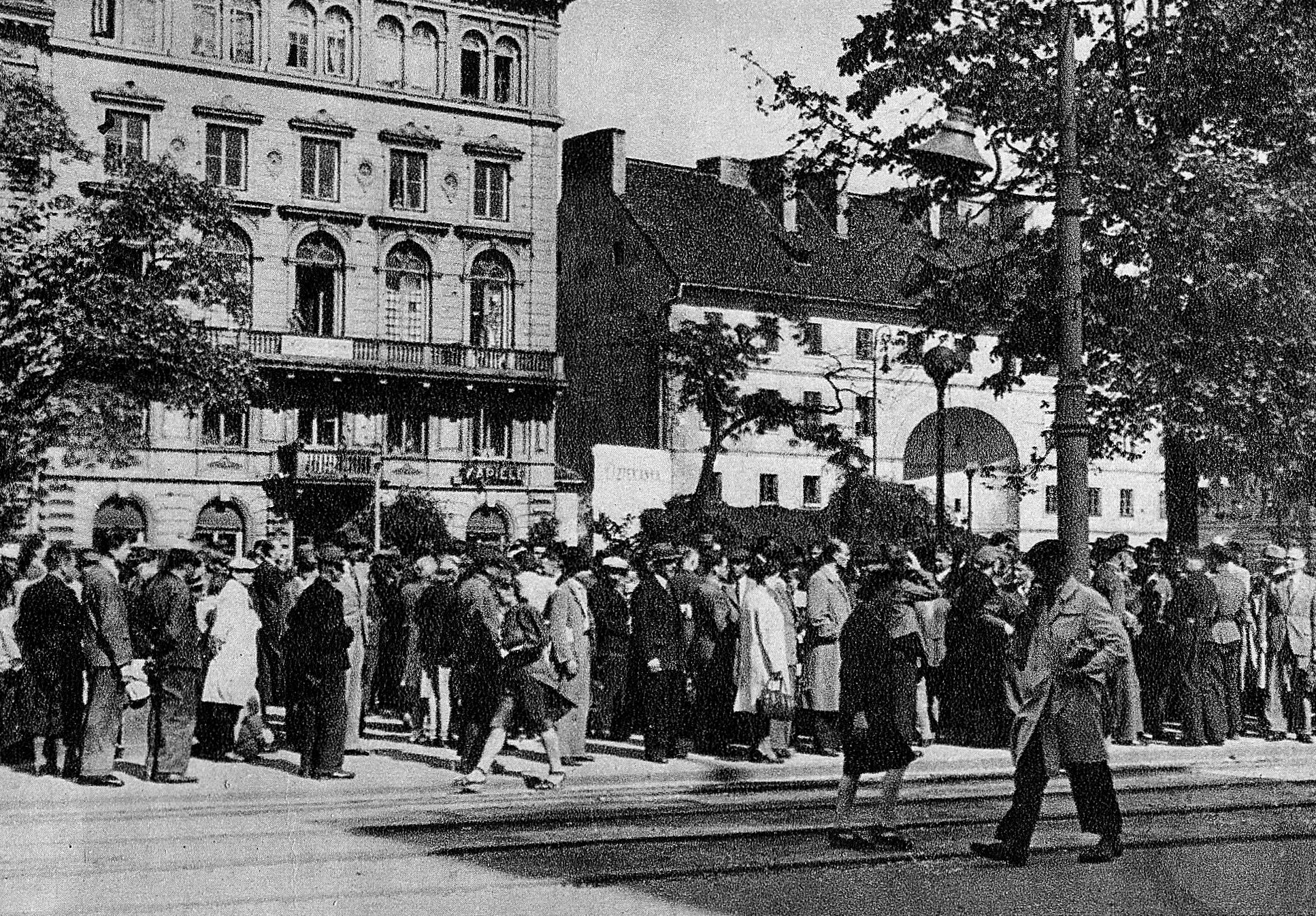
Mieszkańcy Warszawy zgromadzeni pod „szczekaczką” na Krakowskim Przedmieściu

Szczekaczka – potoczne, pogardliwe określenie megafonu ulicznego wykorzystywanego przez niemieckie władze okupacyjne do przekazywania informacji dla ludności polskiej w czasie II wojny światowej. 

## Kontekst
W Generalnym Gubernatorstwie Polakom skonfiskowano odbiorniki radiowe, aby w ten sposób uniemożliwić antyniemieckim rozgłośniom radiowym oddziaływanie na ludność polską. Posiadanie odbiornika radiowego i słuchanie audycji radiowych groziło śmiercią. W wyniku rekwizycji odbiorników radiowych instytucje niemieckiej propagandy kontrolowały informacje, które otrzymywali Polacy. W ten sposób naziści mogli indoktrynować ludność oraz przekazywać wiadomości zniekształcone na własną korzyść.

## Opis

### Warszawa
20 października 1939 w Warszawie ukazało się zarządzenie władz niemieckich nakazujące zdawanie odbiorników radiowych do 5 listopada tego roku. 
Sieć megafonów ulicznych uruchomiono w sierpniu 1940. Umieszczono je w głównych punktach miasta: na tramwajowych słupach trakcyjnych i latarniach ulicznych. Kilka urządzeń zainstalowano także w warszawskim getcie. Dyspozytornia systemu megafonów znajdowała się w pałacu Brühla.
„Szczekaczki” nazywano także spluwaczkami, garnkami i kubłami. Ogłaszano przez nie zarządzenia władz okupacyjnych, komunikaty wojenne, jesienią 1943 nazwiska osób rozstrzelanych w egzekucjach ulicznych, a po odkryciu grobów w Katyniu nazwiska i stopnie wojskowe polskich oficerów. Funkcjonowały do wybuchu powstania warszawskiego. 
„Szczekaczki” dwukrotnie posłużyły polskiemu ruchowi oporu do nadawania własnych audycji: podczas tak zwanej akcji megafonowej 3 maja 1943 na placu Wilsona oraz akcji o podobnym scenariuszu przeprowadzonej jednocześnie w kilku częściach miasta 31 lipca 1943.